# Urophyllum bataanense
Urophyllum bataanense är en måreväxtart som beskrevs av Adolph Daniel Edward Elmer. Urophyllum bataanense ingår i släktet Urophyllum och familjen måreväxter.
Artens utbredningsområde är Filippinerna. Inga underarter finns listade i Catalogue of Life.